# Kadavu (prowincja)
Kadavu – prowincja w Dystrykcie Wschodnim, w Fidżi. W 2017 roku zamieszkiwało ją 10 869 osób. Powierzchnia Kadavu wynosi 478 km². Główne wyspy wchodzące w skład prowincji to: Kadavu, Ono, Galoa, Dravuni oraz Nagigia.